# Tinningstedt
Tinningstedt (frisó septentrional Taningstää, danès Tinningsted) és una ciutat del districte de Nordfriesland, dins l'Amt Südtondern, a l'estat alemany de Slesvig-Holstein. Es troba a 10 kilòmetres de la frontera amb Dinamarca, prop de Niebüll. El 31 de desembre del 2023 tenia 248 habitants.